# Cryptobotys jamaicaensis
Cryptobotys jamaicaensis is een vlinder uit de familie van de grasmotten (Crambidae). De wetenschappelijke naam van de soort is voor het eerst gepubliceerd in 2020 door Muhabbet Kemal en Ahmet Ömer Koçak.
De soort komt voor in Jamaica.